# Androya (bọ cánh cứng)
Androya là một chi bọ cánh cứng trong họ Chrysomelidae.
Chi này được Spaeth miêu tả khoa học năm 1911.

## Các loài
Chi này gồm các loài:
- Androya rubrocostata (Fairmaire, 1898)